# Mazda RX-2

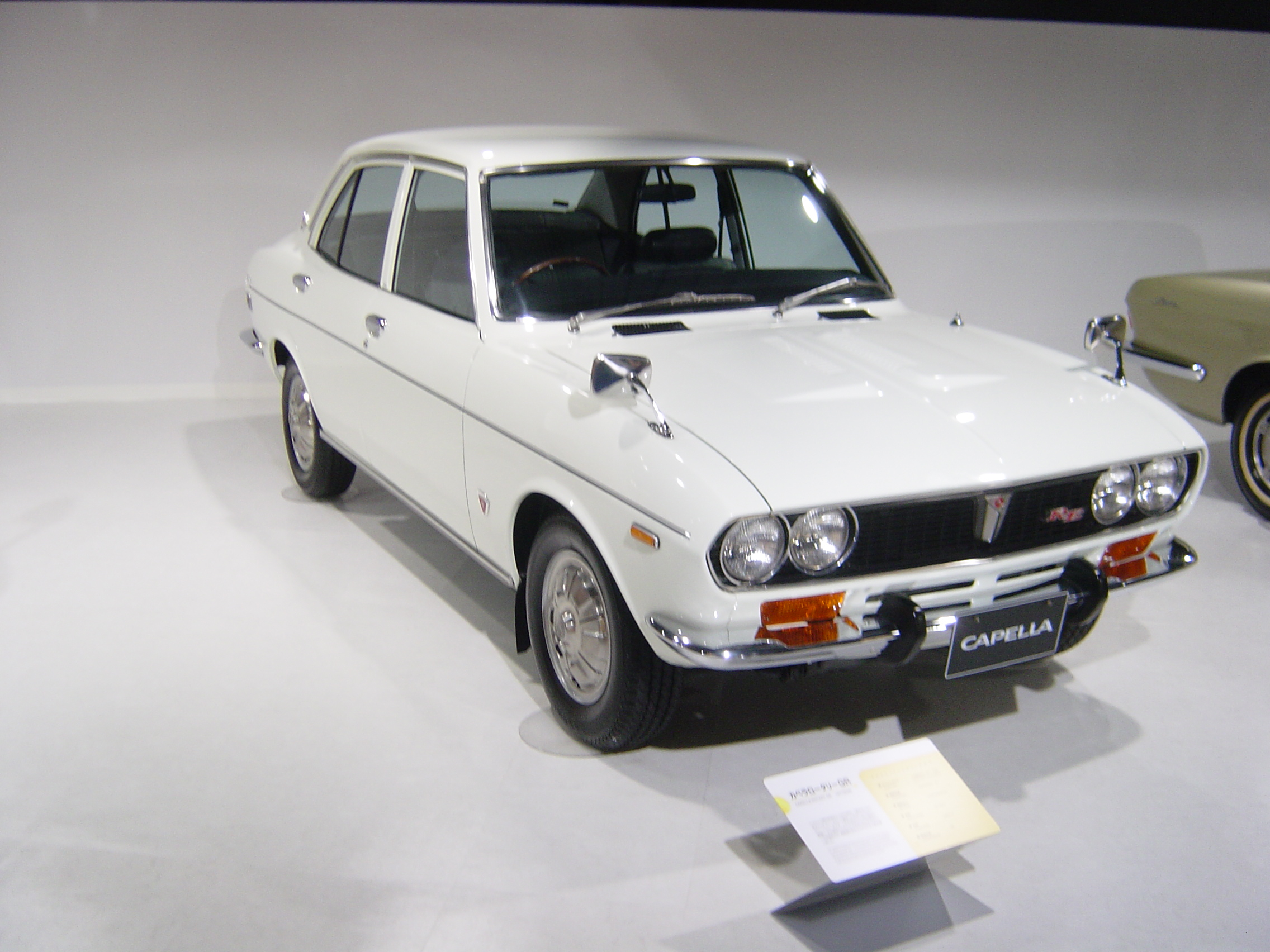
Mazda Capella RE (RX-2)

Der Mazda RX-2 wurde von 1971 bis 1974 als viertürige Limousine und zweitüriges Coupé gebaut. Er hat einen Zweischeiben-Wankelmotor mit 122 PS (90 kW) und 1,2 Liter Kammervolumen.
Der Mazda RX-2 war im Wesentlichen eine Motorisierungsvariante des Mazda 616. In Japan wurde der Wagen unter dem Namen Capella RE (RE für Rotary Engine) verkauft, in Deutschland wurde er nie offiziell angeboten.
| Mazda                                  | RX-2                                                                |
| -------------------------------------- | ------------------------------------------------------------------- |
| Motor:                                 | Zweischeiben-Kreiskolbenmotor (Lizenz Wankel), Leichtmetall         |
| Kammervolumen:                         | 2 × 574 cm³                                                         |
| Leistung bei 1/min:                    | 95 kW (130 SAE-PS) bei 7000                                         |
| Max. Drehmoment bei 1/min:             | 157 Nm bei 4000                                                     |
| Verdichtung:                           | 9,4:1                                                               |
| Gemischaufbereitung:                   | 1 Vierfach-Fallstromvergaser Stromberg                              |
| Kühlung:                               | Wasserkühlung                                                       |
| Getriebe:                              | 4-Gang-Getriebe a.W. Borg-Warner-Dreigangautomatik Hinterradantrieb |
| Radaufhängung vorn:                    | MacPherson-Federbeine, Querlenker, Stabilisator                     |
| Radaufhängung hinten:                  | Starrachse, Doppellängslenker und Querlenker, Schraubenfedern       |
| Bremsen:                               | Scheibenbremsen vorne, Trommelbremsen hinten, Servo                 |
| Lenkung:                               | Kugelumlauflenkung                                                  |
| Karosserie:                            | Stahlblech, selbsttragend                                           |
| Spurweite vorn/hinten:                 | 1285/1280 mm                                                        |
| Radstand:                              | 2470 mm                                                             |
| Abmessungen:                           | 4150 × 1580 × 1395–1420 mm                                          |
| Leergewicht:                           | 950–970 kg                                                          |
| Höchstgeschwindigkeit (Werk):          | 190 km/h                                                            |
| 0–100 km/h:                            | n. a.                                                               |
| Verbrauch (Liter/100 Kilometer, Werk): | n. a.                                                               |
| Preis: DM SFr                          | - 15.175–15.690 (1973)                                              |